# Chilenische Badmintonmeisterschaft 2016
Die Chilenische Badmintonmeisterschaft 2016 fand vom 1. bis zum 3. Juli 2016 in Concón statt.

## Medaillengewinner
| Disziplin    | Gold                          | Silber                           | Bronze                           |
| ------------ | ----------------------------- | -------------------------------- | -------------------------------- |
| Herreneinzel | Cristian Araya                | Iván León                        | Alonso Medel                     |
| Herreneinzel | Cristian Araya                | Iván León                        | Esteban Mujica                   |
| Dameneinzel  | Camila Macaya                 | Andrea Montero                   | Belen Troncoso                   |
| Dameneinzel  | Camila Macaya                 | Andrea Montero                   | Ashley Montre                    |
| Herrendoppel | Esteban Mujica Mauricio Muñoz | Cristobal Conejero Daniel Cortez | Patricio Álvarez Sacha Debouzy   |
| Herrendoppel | Esteban Mujica Mauricio Muñoz | Cristobal Conejero Daniel Cortez | Diego Castillo Alonso Medel      |
| Damendoppel  | Chou Ting Ting Camila Macaya  | Ashley Montre Javiera Torres     | Andrea Montero Isidora Montero   |
| Damendoppel  | Chou Ting Ting Camila Macaya  | Ashley Montre Javiera Torres     | Constanza Naranjo Belen Troncoso |
| Mixed        | Esteban Mujica Chou Ting Ting | Iván León Camila Macaya          | Diego Castillo Belen Troncoso    |
| Mixed        | Esteban Mujica Chou Ting Ting | Iván León Camila Macaya          | Nicolas Naupa Constanza Naranjo  |